# Ocyptamus satyrus
Ocyptamus satyrus är en tvåvingeart som först beskrevs av Hull 1943.  Ocyptamus satyrus ingår i släktet Ocyptamus och familjen blomflugor.
Artens utbredningsområde är Ecuador. Inga underarter finns listade i Catalogue of Life.